# Pol (Spanje)
Pol is een gemeente in de Spaanse provincie Lugo in de regio Galicië met een oppervlakte van 126 km². Pol telt 1.696 inwoners (1 januari 2016).